# Massa-Carrara (provins)
Provinsen Massa-Carrara er en provins i den italienske region Toscana. Den er opkaldt efter sine to vigtigste byer: Massa og Carrara. Tidligere var det vigtigste erhverv i området brydning af marmor. Efterhånden er man gået over til hovedsageligt at importere og forarbejde marmor- og granitblokke fra hele verden.
Der var 197.652 indbyggere ved folketællingen i 2001.

## Geografi
Provinsen Massa-Carrara grænser til:
- i nord mod Emilia-Romagna (provinserne Parma og Reggio Emilia),
- i øst mod provinsen Lucca,
- i syd mod Tyrrhenske hav og
- i syd og vest mod Liguria (provinsen La Spezia).

## Kommuner
- Aulla
- Bagnone
- Carrara
- Casola in Lunigiana
- Comano
- Filattiera
- Fivizzano
- Fosdinovo
- Licciana Nardi
- Massa
- Montignoso
- Mulazzo
- Podenzana
- Pontremoli
- Tresana
- Villafranca in Lunigiana
- Zeri

44°18′N 10°00′Ø / 44.3°N 10°Ø